# La Trinité-de-Thouberville
La Trinité-de-Thouberville är en kommun i departementet Eure i regionen Normandie i nordvästra Frankrike. Kommunen ligger i kantonen Bourg-Achard som tillhör arrondissementet Bernay. År 2022 hade La Trinité-de-Thouberville 416 invånare.

## Befolkningsutveckling
| Befolkningsutvecklingen i La Trinité-de-Thouberville 1968–2021 | Befolkningsutvecklingen i La Trinité-de-Thouberville 1968–2021 | Befolkningsutvecklingen i La Trinité-de-Thouberville 1968–2021 | Befolkningsutvecklingen i La Trinité-de-Thouberville 1968–2021 | Befolkningsutvecklingen i La Trinité-de-Thouberville 1968–2021 |
| -------------------------------------------------------------- | -------------------------------------------------------------- | -------------------------------------------------------------- | -------------------------------------------------------------- | -------------------------------------------------------------- |
|                                                                |                                                                |                                                                |                                                                |                                                                |
| År                                                             |                                                                |                                                                | Folkmängd                                                      |                                                                |
| 1968                                                           | 1968                                                           |                                                                | 160                                                            |                                                                |
| 1975                                                           | 1975                                                           |                                                                | 276                                                            |                                                                |
| 1982                                                           | 1982                                                           |                                                                | 335                                                            |                                                                |
| 1990                                                           | 1990                                                           |                                                                | 323                                                            |                                                                |
| 1999                                                           | 1999                                                           |                                                                | 386                                                            |                                                                |
| 2007                                                           | 2007                                                           |                                                                | 419                                                            |                                                                |
| 2015                                                           | 2015                                                           |                                                                | 443                                                            |                                                                |
| 2021                                                           | 2021                                                           |                                                                | 424                                                            |                                                                |